# Homemade (Album)
Homemade ist ein Album, das das Duo Cephas & Wiggins 1999 auf Alligator Records veröffentlicht hat.

## Allgemeines
Das Album steht in der Tradition des Piedmont Blues, eines Bluesgenres, das sich an der Ostküste der USA zwischen Maryland und Georgia entwickelt hat. Neben Eigenkompositionen enthält die CD auch Interpretationen verschiedener Bluesklassiker wie z. B. „Worried Life Blues“ von Maceo Merriweather oder „Me and my Chauffeur“ von Memphis Minnie. Zur CD liefert John Cephas Liner Notes, die zu jedem Stück die Gedanken des Künstlers liefern. Der Song „Worried Life Blues“ ist Big Chief Ellis gewidmet, in dessen Band John Cephas Gitarre spielte, als er zum ersten Mal mit Phil Wiggins zusammentraf.

## Tracklist
- 1 	 	Mamie 	 - Fuller 	4:27
- 2 	 	Meeting the Mule - 	Cephas 	3:05
- 3 	 	Spider Woman - 	Cephas 	3:18
- 4 	 	Trouble in Mind - 	Jones 	3:07
- 5 	 	Jelly Roll - 	Cephas, Wiggins, Wilson 	2:26
- 6 	 	Walking Mama - 	Cephas 	3:15
- 7 	 	A Lot of Them Blues - 	Cephas 	2:37
- 8 	 	Illinois Blues -	James 	3:39
- 9 	 	I Was Determined -	Cephas 	3:02
- 10 	 	Sounds of the Blues -	Wiggins 	3:43
- 11 	 	Worried Life Blues - 	Merriweather	3:18
- 12 	 	Me and My Chauffeur Blues - Douglas		3:16
- 13 	 	Slow Blues -	Davis 	3:25
- 14 	 	Leaving Blues -	Cephas, Wilson 	2:54
- 15 	 	Pigmeat -	Fuller 	3:48[2]

## Kritikerstimmen
- CMJ (2/15/99, S. 27) - „…The guitar-and-harmonica team works together perfectly to bring home the authentic sounds of the piedmont tradition of acoustic folk blues…someone should erect a statue of them somewhere…“ (Das Gitarre-Harmonikaduo arbeitet perfekt zusammen, um den authentischen Sound der Piedmonttradition des akustischen Folkblues hervorzubringen … jemand sollte ihnen irgendwo ein Denkmal errichten …)[3]
- Washington Post - „Essential…some of the best originals the duo has ever come up with“ (Unbedingt zu empfehlen … einige der besten Eigenkompositionen, die das Duo jemals herausgebracht hat.)[4]
- Amazon Editorial Review von Genevieve Williams - There's a very laidback feel here, … (kommt in sehr entspannter Atmosphäre rüber …)